# Courtemaîche
Courtemaîche is een plaats en voormalige gemeente in het Zwitserse kanton Jura, en maakt deel uit van het district Porrentruy.
Courtemaîche telt 662 inwoners.

## Geschiedenis
Op 1 januari 2009 is Courtemaîche met Buix en Montignez gefuseerd tot de nieuwe gemeente Basse-Allaine.

## Externe link

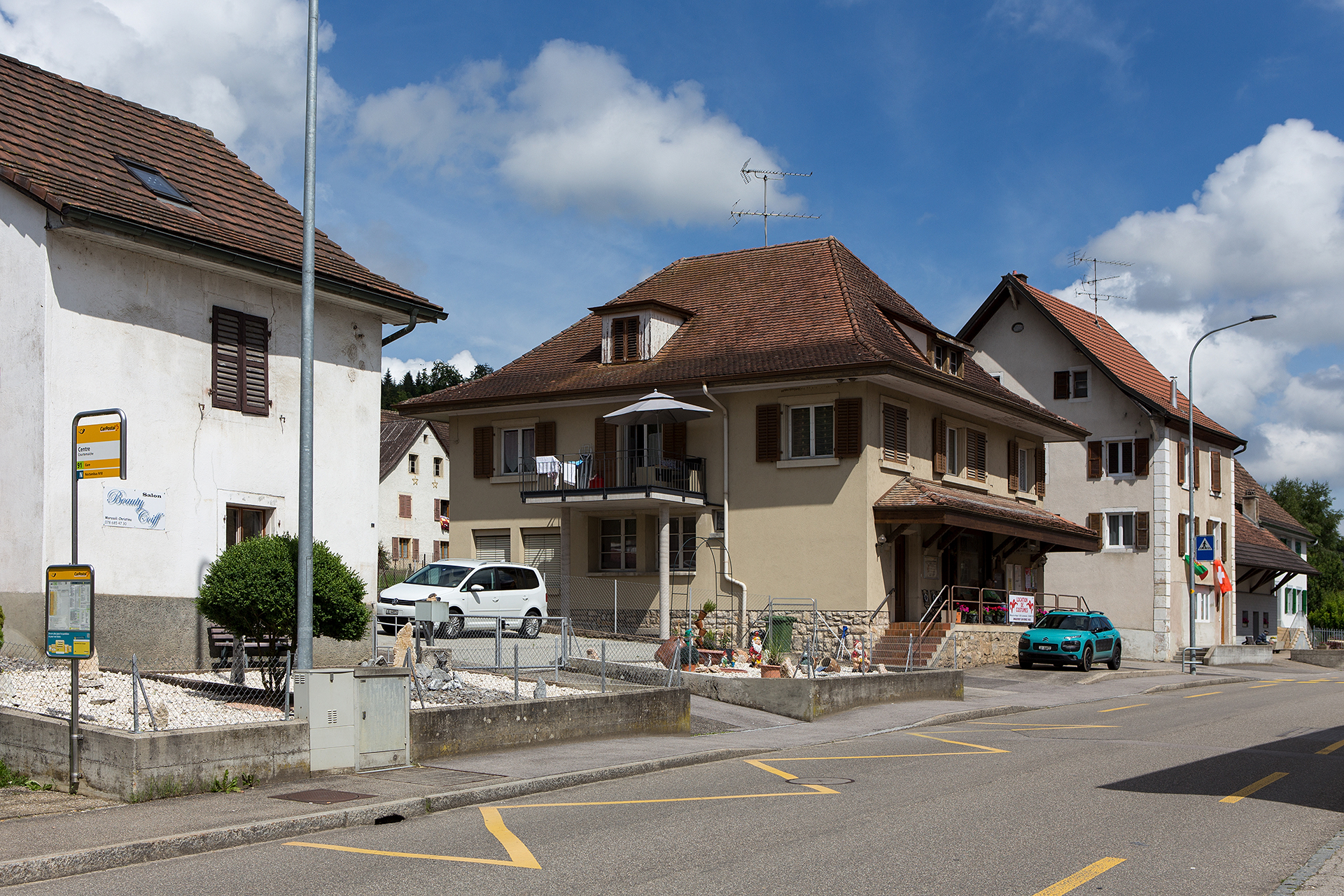
Courtemaîche